# Asmuntinjärvi
Asmuntinjärvi eller Iso Asmuntijärvi är en sjö i Finland. Den ligger i kommunen Ranua i landskapet Lappland, i den norra delen av landet, 600 km norr om huvudstaden Helsingfors. Asmuntinjärvi ligger 147,8 meter över havet. Arean är 1,63 kvadratkilometer och strandlinjen är 5,46 kilometer lång. Sjön  ingår i Ijo älvs huvudavrinningsområde. 